# Tour Saint-Pierre (Parcé-sur-Sarthe)
La tour Saint-Pierre est un édifice situé à Parcé-sur-Sarthe, dans le département français de la Sarthe. 

## Historique
La tour Saint-Pierre est le seul vestige d'une ancienne église construite au XIIe siècle et détruite en 1370, dont elle était le clocher. Elle est surmontée d'une girouette au XIXe siècle. La tour est inscrite aux monuments historiques le 16 septembre 1963.